# Eurois grisea
Eurois grisea là một loài bướm đêm trong họ Noctuidae.